# Quả cầu Dyson

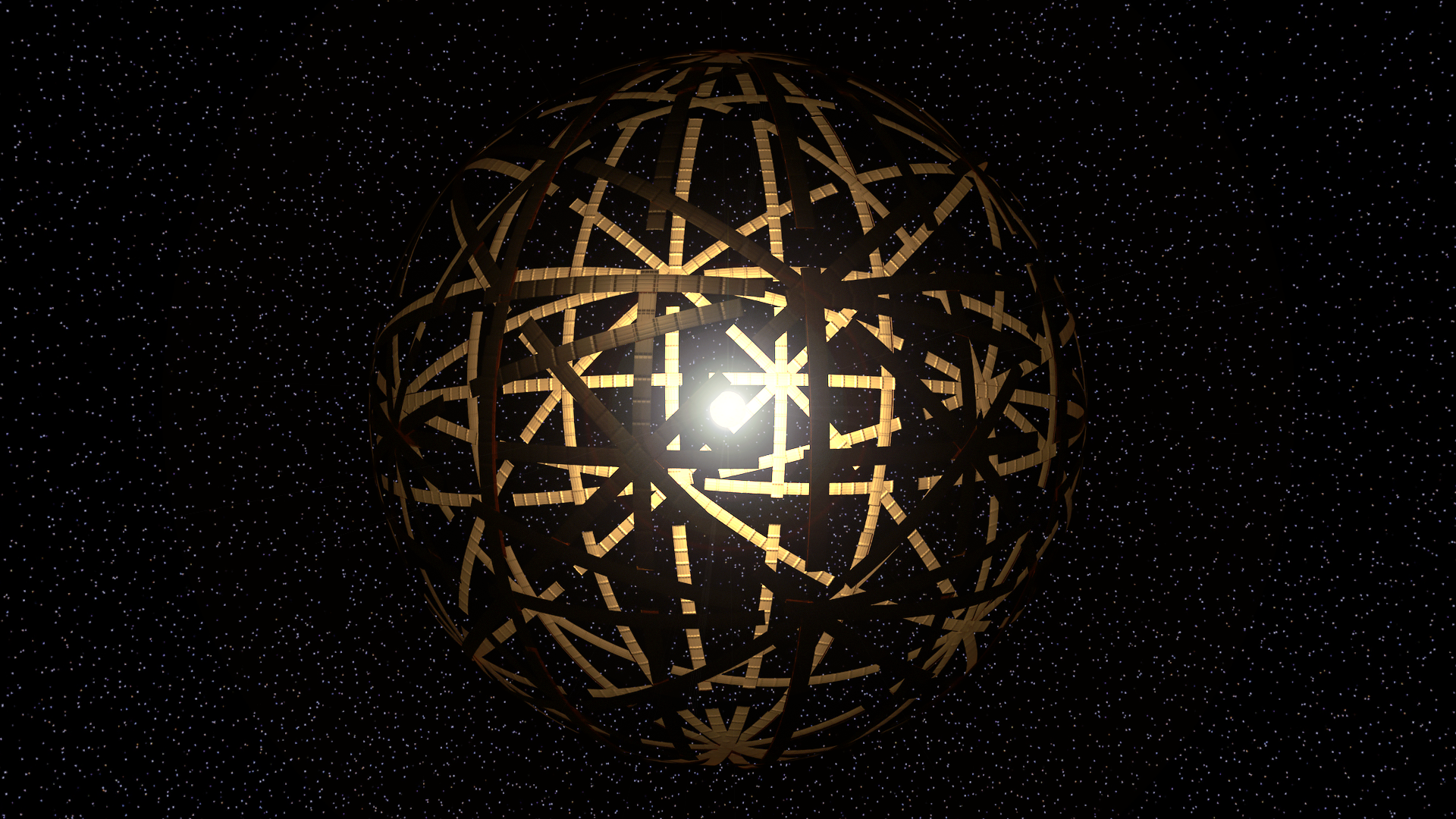
Kết cấu 3D của quả cầu Dyson sử dụng các tấm điều khiển vệ tinh lớn

Quả cầu Dyson là một siêu cấu trúc giả định bao quanh hoàn toàn một ngôi sao và hấp thu lấy một lượng lớn năng lượng thoát ra từ ngôi sao đó. Khái niệm này là một thí nghiệm giả định cố gắng giải thích làm thế nào một nền văn minh vũ trụ sẽ đáp ứng những yêu cầu về năng lượng một khi chúng vượt quá khả năng của nguồn tài nguyên trên hành tinh chủ của mình. Chỉ một tỉ lệ nhỏ năng lượng của ngôi sao chạm đến được bề mặt của bất kì hành tinh quay quanh nó. Việc xây dựng những cấu trúc quay xung quanh một ngôi sao sẽ cho phép một nền văn minh thu được nhiều năng lượng hơn rất nhiều.
Miêu tả đầu tiên của kiến trúc này bởi Olaf Stapledon trong tiểu thuyết khoa học viễn tưởng Star Maker (1937) của ông, trong đó ông đã miêu tả "mỗi hệ mặt trời... được bao bọc bởi một màng bẫy ánh sáng, thứ tập trung năng lượng mặt trời đang thoát ra cho việc ứng dụng thông minh." Khái niệm này sau đó được phổ biến bởi Freeman Dyson trong một bài viết năm 1960 "Tìm kiếm Bức xạ hồng ngoại nhân tạo của những nguồn sao". Dyson suy đoán rằng những cấu trúc như vậy sẽ là hệ quả logic của nhu cầu năng lượng gia tăng của một nền văn minh công nghệ và sẽ là cần thiết cho sự sống lâu dài. Ông đã đề xuất rằng việc tìm kiếm những cấu trúc như vậy có thể dẫn đến việc phát hiện ra sự sống thông minh tiến bộ ngoài Trái Đất. Các loại cầu Dyson khác nhau và khả năng thu thập năng lượng của chúng sẽ tương ứng với trình độ phát triển công nghệ trên thang đo Kardashev.

Quả Cầu Dyson Hoạt Hình

Sau đó, những biến thể khác liên quan đến việc xây dựng một cấu trúc nhân tạo hay chuỗi cấu trúc bao bọc một ngôi sao được đề xuất trong kĩ thuật thăm dò hoặc được miêu tả trong khoa học viễn tưởng dưới cái tên "Quả cầu Dyson". Những đề xuất này sau đó không bị giới hạn trong những nhà máy năng lượng mặt trời, mà mở rộng đến hệ sinh thái hoặc công nghiệp. Hầu hết các tác phẩm viễn tưởng miêu tả một vỏ bọc đặc bao kín một ngôi sao, điều đã được xem xét bởi chính Dyson. Vào tháng 5 năm 2013, trong Hội nghị Phi thuyền Thế kỷ ở San Diego, Dyson đã lặp lại rằng ông ước gì khái niệm này đã không được đặt theo tên ông.

## Khởi nguyên

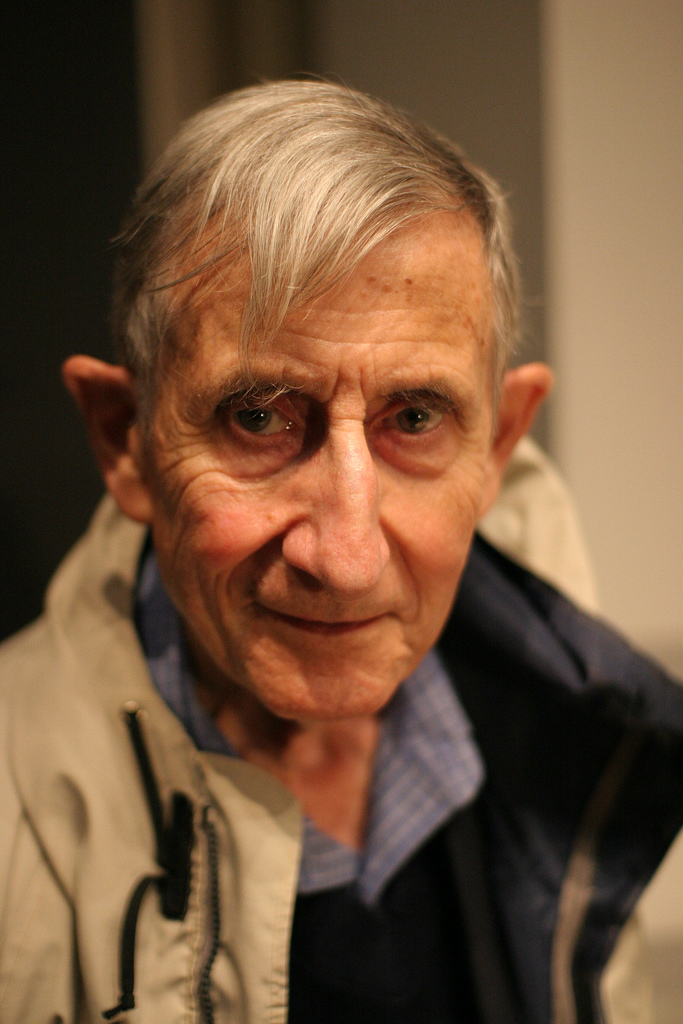
Freeman Dyson vào năm 2005

Ý tưởng về quả cầu Dyson là kết quả của một thí nghiệm tưởng tượng của nhà vật lý và toán học Freeman Dyson, khi ông đặt ra giả thuyết rằng mọi nền văn minh công nghệ luôn liên tục gia tăng nhu cầu về năng lượng. Ông lập luận rằng nếu văn minh loài người mở rộng nhu cầu năng lượng đủ lâu trong tương lai xa, sẽ có một thời điểm nhu cầu năng lượng phải bằng toàn bộ năng lượng Mặt Trời có thể sản xuất. Ông đề xuất ý tưởng về một hệ thống các cấu trúc trên quỹ đạo (mà ông ban đầu gọi là lớp vỏ) được thiết kế để đón nhận và thu thập toàn bộ năng lượng của Mặt Trời. Đề xuất của Dyson không nói chi tiết về cách thức để xây dựng một hệ thống như vậy, nhưng chỉ tập trung vào các vấn đề thu thập năng lượng, dựa trên cơ sở rằng một cấu trúc như vậy có thể được nhận diện dựa vào quang phổ phát xạ khác thường của nó so với ngôi sao. Bài báo năm 1960 của ông "Tìm kiếm các Nguồn bức xạ sao Hồng ngoại Nhân tạo", được xuất bản trên tạp chí Science, được cho là bài báo đầu tiên chính thức hóa khái niệm về quả cầu Dyson.
Tuy nhiên, Dyson không phải là người đầu tiên đưa ra ý tưởng này. Ông đã lấy cảm hứng từ tác phẩm tiểu thuyết khoa học viễn tưởng Star Maker năm 1937, của Olaf Stapledon, và cũng có thể là từ những nghiên cứu của J. D. Bernal.

## Tính khả thi
Mặc dù về mặt lý thuyết, những siêu cấu trúc như vậy là có thể, nhưng việc xây dựng một hệ thống quả cầu Dyson ổn định hiện đang vượt xa khả năng kỹ thuật của nhân loại. Số lượng vật liệu, năng lượng cần thiết để xây dựng và duy trì một quả cầu Dyson hoàn chỉnh vượt quá khả năng kỹ thuật ngày nay. George Dvorsky đã ủng hộ việc sử dụng máy tự sao chép để khắc phục hạn chế này trong thời gian tương đối gần. Một số người cho rằng một siêu cấu trúc như vậy có thể được xây dựng xung quanh các sao lùn trắng và thậm chí là cả các sao xung.

## Biến thể

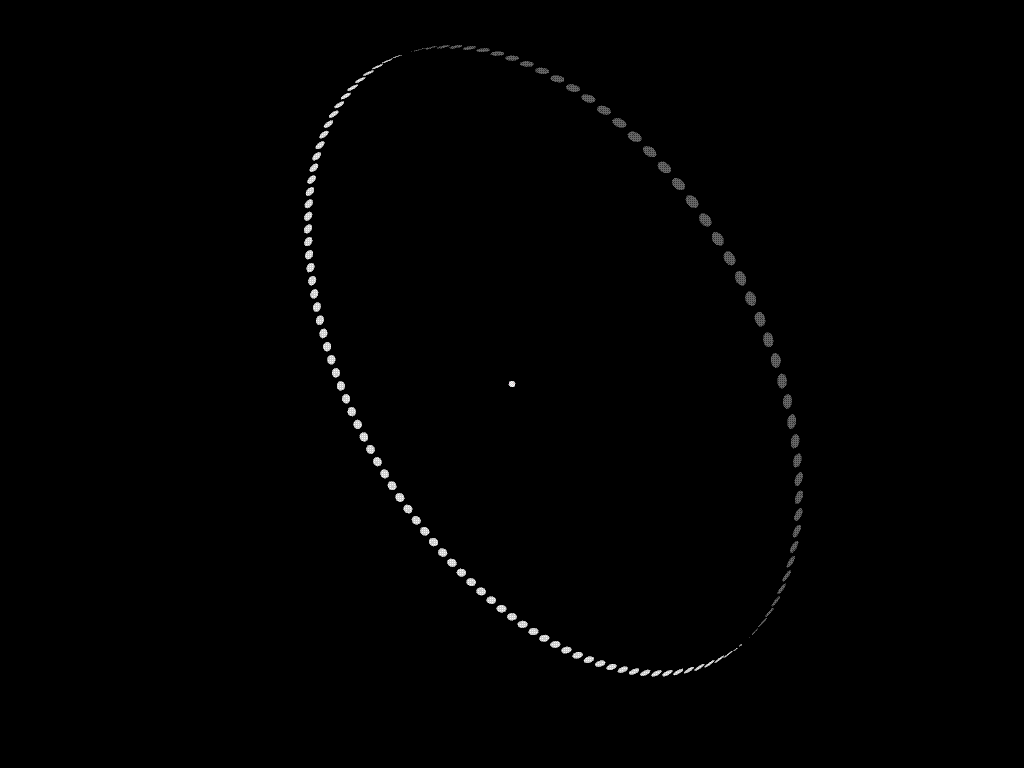
Một Dyson ring—hình thức đơn giản nhất của Dyson swarm

### Dyson swarm
Biến thể gần nhất với khái niệm ban đầu của Dyson là "Dyson swarm". Nó bao gồm một số lượng lớn các cấu trúc độc lập (thường là các vệ tinh năng lượng mặt trời và môi trường sống trong không gian) tạo thành một cấu trúc dày đặc xung quanh ngôi sao. Phương pháp xây dựng này có những ưu điểm: các cấu trúc có thể được định cỡ phù hợp và nó có thể được xây dựng dần dần. Nhiều hình thức truyền năng lượng không dây khác nhau có thể được sử dụng để truyền năng lượng giữa các thành phần swarm và một hành tinh.